# Etelardo (arcivescovo)
Etelardo (in inglese Æthelhard; ... – Canterbury, 12 maggio 805) è stato un vescovo e arcivescovo anglosassone, venerato come santo dalla Chiesa ortodossa e, in passato, dalla Chiesa cattolica.

## Biografia
Nulla è noto delle origini di Etelardo, anche se si suppone fosse originario del regno di Mercia. Fu abate di un monastero di Louth prima di essere consacrato vescovo di Winchester in un momento imprecisato tra il 759 e il 778. Nel 792 fu eletto arcivescovo di Canterbury grazie a Offa di Mercia e fu consacrato il 21 luglio 793 da Hygberth, arcivescovo della neo-fondata arcidiocesi di Lichfield.
Intorno al 796 fu deposto da Eadberht III Præn a causa delle sue posizioni pro-merciane: dopo la morte di Offa, Eadberht si era rapidamente impadronito del Kent, costringendo l'arcivescovo a cercare rifugio presso la corte di Ecgfrith di Mercia. Fu Alcuino di York ad incoraggiare Etelardo a tornare alla propria sede a Canterbury e ad accordarsi con Eadberht circa il futuro di Lichfield: a Hygberth sarebbe stato concesso di rimanere arcivescovo fino alla morte e l'arcidiocesi di Lichfield sarebbe stata soppressa, mentre Canterbury sarebbe rimasta l'unica arcidiocesi a sud dell'Humber. Per quanto Alcuino fosse critico circa la scelta di Etelardo di fuggire, l'arcivescovo ottenne le lodi del papato e Leone III giudicò positivamente la sua scelta di non sottomettersi ad Eadberth, che paragonò a Giuliano l'apostata. Tuttavia Leone non approvò la retrocessione di Lichfield a diocesi.
Nel 798 Cenwulf di Mercia invase il Kent e fece imprigionare e accecare Eadberth, permettendo ad Etelardo di ritornare a Canterbury, dove si occupò di risanare le finanze dell'arcidiocesi e di ottenere giuramenti di fedeltà da parte dei vescovi dell'Inghilterra meridionale. All'inizio del IX secolo Etelardo si recò a Roma insieme a Cyneberht, vescovo di Winchester, per risolvere il problema di Hygberth e portare due lettere da parte di Coenwulf. Leone finalmente accettò di retrocedere Lichfield a semplice diocesi. Etelardo ritornò in patria nell'803 per riportare l'esito dell'incontro al concilio di Clovesho, che decretò che l'arcivescovado di Canterbury sarebbe stato l'unico nell'Inghilterra meridionale. Al concilio Etelardo riportò anche le volontà papali sull'emancipazione della Chiesa dallo Stato.
Morì il 12 maggio 805 e fu sepolto nella cattedrale di Canterbury. Fu proclamato santo e rimase oggetto di venerazione fino all'XI secolo, quando il culto fu soppresso da Lanfranco di Canterbury.

## Successiine apostolica
La successione apostolica è:
- Vescovo Denefrith (793)
- Vescovo Deneberht (798)
- Vescovo Tidferth (798)
- Vescovo Wulfhard di Hereford (800)
- Vescovo Beornmod (803)